# Fettes Brot
Pour les articles homonymes, voir Brot.
Fettes Brot est un groupe de hip-hop et de pop allemand, originaire de Hambourg. Composé de Dokter Renz (Martin Vandreier), König Boris (Boris Lauterbach) et Björn Beton (Björn Warns), les chansons les plus connues sont Jein (1996), qui est la contraction de Ja et de Nein, et Emanuela (2005).

## Biographie

### Formation et débuts

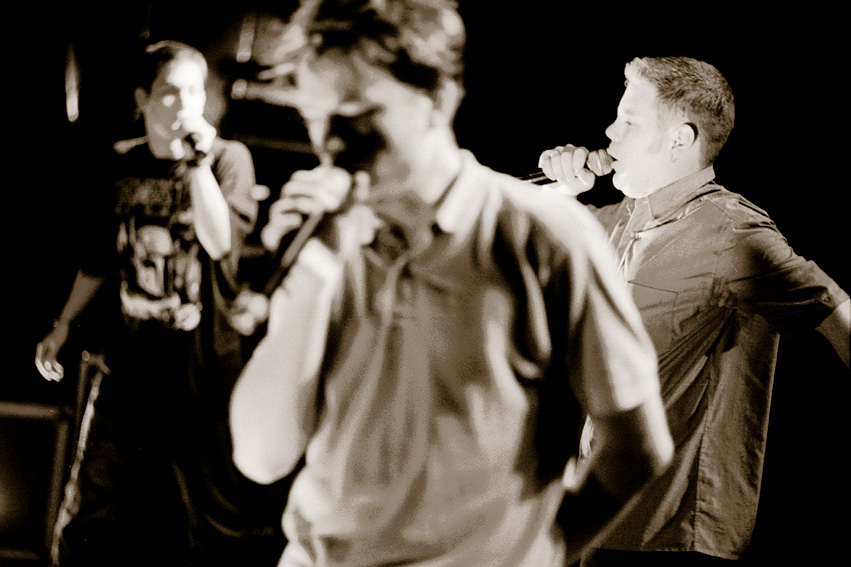
Fettes Brot en 1998.

En 1992, à la séparation du groupe hip-hop Poets of Peeze, composé de Dokter Renz, Mighty et Tobi Tobsen, les trois membres font la rencontre de König Boris et Schiffmeister au lycée et forment un nouveau groupe. Le nom du nouveau groupe, Boris & The Escorts, est abandonné au profit de Fettes Brot. Les frères Schmidt (Mighty et Tobi Tobsen) quittent le groupe peu après sa formation, et les membres restants publient, en tant que trio, l'EP Mitschnacker au label Yo Mama. En 1993, ils publient les chansons Schwarzbrot – Weißbrot et Schule der Gewalt au label Wilde Welt Records. 
Le premier succès commercial du groupe est le single Nordisch by Nature, et l'album duquel est extrait le single. Le single reste un bon mois dans les classements musicaux allemands, mais le groupe ne souhaite pas en rester là. le groupe démontre une maturité technique avec leur premier LP Auf einem Auge blöd, qui contient des paroles humoristiques. Un an plus tard, les Fettes Brot publient leur deuxième album et quasi-hymne Jein (un jeu de mots entre Ja et Nein, signifiant à la fois « oui » et « non »). Un autre single inclut Außen Top Hits, innen Geschmack. Le rappeur Dendemann (membre d'Arme Ritter) se popularise auprès du grand public avec Wildwechsel, et aussi avec Max Herre, Blumentopf, Spax et Der Tobi & das Bo.
Après ses premiers succès, le groupe publie le single Können diese Augen lügen? extrait de l'album Fettes Brot lässt grüßen. La chanson est jugée par les puristes comme trop changeante par rapport à leur style hip-hop habituel. Viele Wege führen nach Rom et Lieblingslied (face A) sont également des succès. Avec la coopération de James Last, le trio fait une pause dans l'écriture en 1999, et se tourne vers une pause créative. Cette pause est annoncée aux fans avec la publication d'un album anthologie composé de faces B, de remixes, et de morceaux inédits. Beginner, Smudo des Fantastischen Vier et Der Tobi & Das Bo y contribuent. Trois ans plus tard en 2001, le quatrième album de Fettes Brot est publié. Le trio marque un pet retour avec le single Demotape en utilisant des noms différents. Les singles à succès Schwule Mädchen et The Grosser ne peuvent être catégorisés dans un genre musical spécifique. Au début de 2002, ils publient une compilation intitulée Amnesie et un DVD homonyme. En 2003, ils publient leur reprise Ich bin müde de Rio Reiser, écrit par Reiser et Wolfgang Michels sur l'album Keine Probleme de Michaels, publié en 1983.

### Création de label

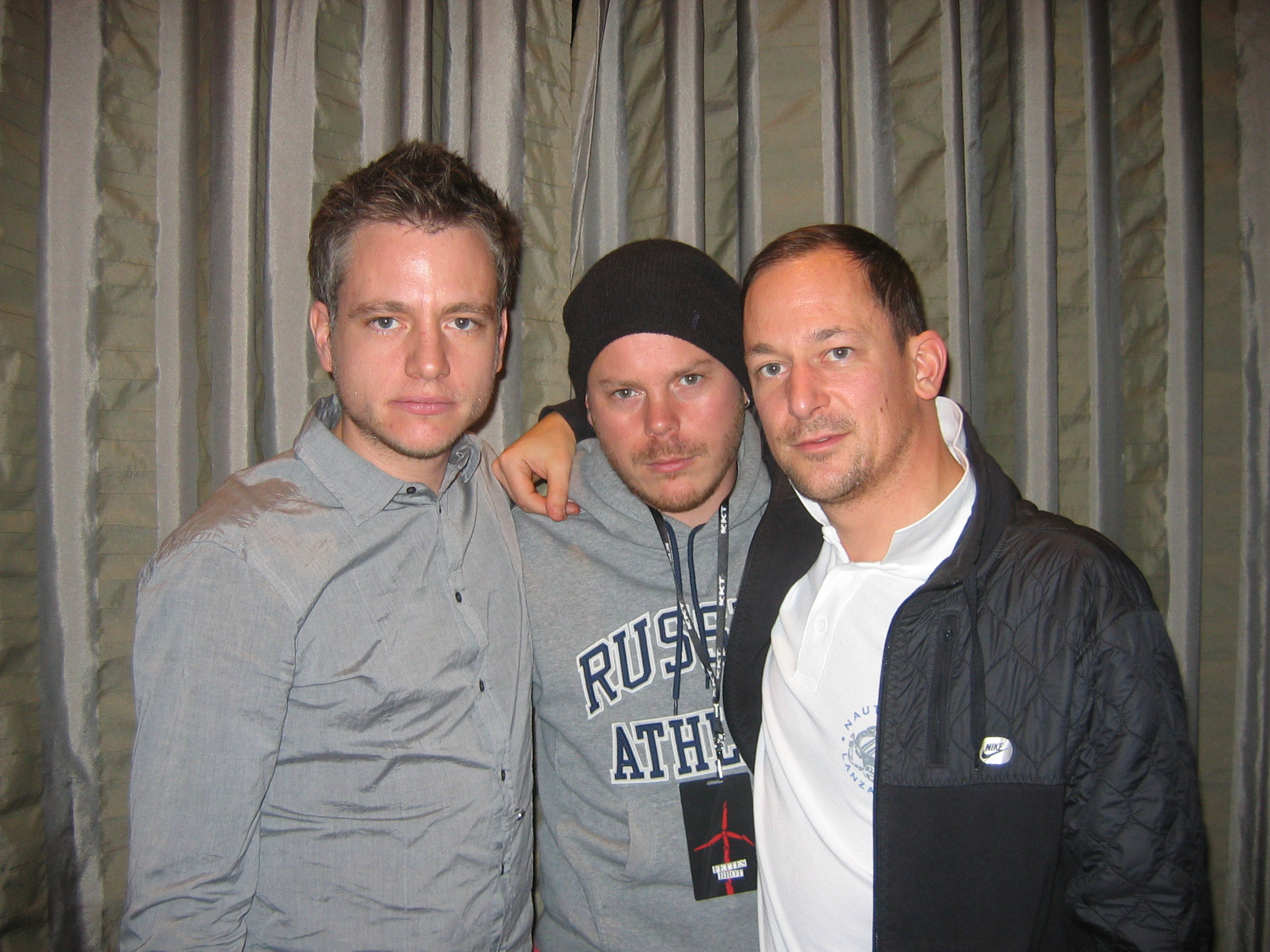
Fettes Brot v.l.n.r.: Dokter Renz, König Boris, Björn Beton (novembre 2008).

En 2004, le groupe fonde son propre label discographique, Fettes Brot Schallplatten GmbH. En 2005, le groupe représente le Schleswig-Holstein au Bundesvision Song Contest 2005, avec la chanson Emanuela se plaçant deuxième avec 130 points. Quelques jours après la Saint-Valentin, le single atteint la troisième place des classements musicaux. Le 21 mai 2005, ils publient l'album Am Wasser gebaut plus orienté soul, par rapport aux précédents opus.
Le second single extrait de Am Wasser gebaut s'intitule An Tagen wie diesen, en collaboration avec Pascal Finkenauer. La vidéo fait participer Finkenauer et DJ exel. Pauly. Le 6 octobre 2005, les trois rappeurs remportent un Comet Award. Le groupe est le premier récompensé dans deux catégories. Le 22 décembre 2005, Fettes Brot effectue le plus long concert de sa carrière à la Color Line Arena de Hambourg devant plus de 13 000 spectateurs. Le concert est retransmis en direct sur MTV et autres chaînes de radio locales (comme Radio Fritz).
En 2006, Fettes Brot publie un single intitulé Fussball ist immer noch wichtig pour la Coupe du monde de football de 2006. Ils publient également Falsche Entscheidung en 2006 pour la Coupe du monde de football de 2006. Après une grande tournée en 2005 et 2006, Fettes Brot se met sur un nouvel album en 2007. En décembre, ils jouent des petits concerts sous le nom de Bette Frost. Le 1er janvier 2008, ils publient un nouveau single Bettina, zieh dir bitte etwas an, mais la chanson s'intitulait initialement Bettina, pack deine Brüste ein, à cause d'un changement de dernière minute.

### Retour
En 2011, le groupe fait une pause, et revient en 2012. En 2013, ils publient leur album 3 is ne Party,. Le 4 septembre 2015, le groupe publie un autre album intitulé Teenager vom Mars.

## Discographie

### Albums studio
- 1995 : Auf einem Auge blöd
- 1996 : Außen Top Hits, innen Geschmack
- 1998 : Fettes Brot lässt grüßen
- 2001 : Demotape
- 2005 : Am Wasser gebaut
- 2008 : Strom und Drang
- 2013 : 3 is ne Party
- 2015 : Teenager vom Mars

### Autres albums
- 2000 : Fettes Brot für die Welt (compilation de Faces-B)
- 2002 : Amnesie
- 2007 : Strandgut (Good Things on the Beach)
- 2010 : Fettes + Brot (live)

### Singles
- 1994 : Definition von Fett
- 1995 : Männer
- 1995 : Nordisch By Nature
- 1995 : Gangsta rap
- 1996 : Jein
- 1996 : Mal sehen
- 1997 : Silberfische in meinem Bett
- 1997 : Sekt oder Selters
- 1998 : Lieblingslied
- 1998 : Viele Wege führen nach Rom
- 1998 : Können diese Augen lügen?
- 1999 : Ruf mich an (en coopération avec James Last)
- 2000 : Da draussen
- 2001 : Schwule Mädchen
- 2001 : Fast 30 (en coopération avec Skunk Funk)
- 2001 : The Grosser
- 2002 : Welthit
- 2003 : Tanzverbot (Schill To Hell) (en coopération avec Bela B. de Die Ärzte)
- 2003 : Ich bin müde
- 2005 : Emanuela
- 2005 : An Tagen wie diesen (en coopération avec Pascal Finkenauer)
- 2006 : Soll das alles sein
- 2006 : Fußball ist immer noch wichtig (avec Bela B., Marcus Wiebusch du groupe Kettcar et Carsten Friedrichs de Superpunk)
- 2008 : Bettina, zieh dir bitte etwas an!
- 2008 : Erdbeben
- 2010 : Jein 2010
- 2010 : Kontrolle

### DVD
- 2002 – Amnesie

### Compilation
- 1993 - Endzeit 93

## Récompenses
- 1996 : RSH-Gold - Regionale Band des Jahres[11]
- 1996 : Echo - « meilleure révélation »
- 2005 : Comet Awards - « meilleure groupe », « meilleure révélation » (Emanuela)
- 2005 : Eins Live Krone - « Meilleur single » (Emanuela)
- 2006 : Echo - « meilleur hip-hop/R&B national »
- 2006 : Bravo Otto - « meilleur hip-hop national »
- GQ - « homme de l'année » du « meilleure musicien »
- Disque d'or pour Am Wasser gebaut (en Allemagne) et Emanuela (en Allemagne et en Autriche)